# Linux Journal
Linux Journal – czasopismo poświęcone rodzinie systemów Linux, zapoczątkowane w 1994 roku.
Czasopismo w postaci papierowej wychodziło do sierpnia 2011 (nr 208), następnie przeszło na dystrybucję czysto cyfrową.
Na początku lipca 2014 wyszło na jaw, że amerykańska National Security Agency śledziła programem XKeyscore między innymi czytelników czasopisma „Linux Journal”.
1 grudnia 2017 czasopismo „Linux Journal” ogłosiło koniec działalności z powodu problemów finansowych. Następnie 1 stycznia 2018 roku ogłoszono, że czasopismo zostało kupione przez firmę Private Internet Access i w związku z tym będzie wydawane dalej.
Koniec działalności czasopisma został ogłoszony w 2019 roku. Numer wydany 7 sierpnia 2019 był ostatnim przed wstrzymaniem działalności. Jednakże dnia 22 września 2020 roku została wznowiona działalność czasopisma pod auspicjami Slashdot Group.